# Касл-Рок (вымышленный город)
Касл-Рок (англ. Castle Rock), штат Мэн — часть вымышленной топографии штата Мэн, место действия большинства произведений американского писателя Стивена Кинга.
Касл-Рок как место действия впервые полноценно появился в романе «Мёртвая зона», изданном в 1979 году, но упоминается и в более ранних работах Кинга, а именно в романе «Противостояние» 1978 года и рассказе «Ночная смена» 1978 года. Последними произведениями про Касл-Рок являются повесть «Гвенди и её шкатулка», роман «Доктор Сон», новелла «Возрождение», а так же рассказ «Отряд Д» 2019 года. Название «Касл-Рок» Кинг взял из произведения Уильяма Голдинга «Повелитель мух» 1954 года, где так назывался горный форт.
Кинг, уроженец Дархэма (штат Мэн) создал троицу вымышленных городов штата — Касл-Рок, Дерри и Джерусалемс-Лот.
Произведения, в которых упоминается Касл-Рок, принято называть «касл-роковским циклом». Касл-Рок имеет многих почитателей. Например, в его честь режиссёр фильмов, снятых на основе произведений Кинга, «Мизери» и «Останься со мной» (Это уже в штате Орегон), Роб Райнер назвал свою кинокомпанию «Castle Rock Entertainment».

«Уверен, вы здесь когда-то были. Уверен. Я никогда не забываю лиц. Идите сюда, позвольте пожать вашу руку. И сказать вам кое-что: я узнал вас по походке даже раньше, чем хорошенько разглядел лицо, Вы не могли выбрать более удачный день для возвращения в Касл-Рок…» — цитата из романа «Нужные вещи»

## История и география
Касл-Рок образован в 1877 г. и является центром округа Касл. Сам же округ — шестнадцатый, самый малонаселённый, в штате Мэн. Он граничит с реальными округами штата Мэн: Йорк, Камберленд, Оксфорд и Андроскоггин. 
О местоположении Касл-Рока в книгах часто даются противоречивые сведения:
В рассказе «Короткая дорога миссис Тодд» Касл-Рок расположен в 79 милях от Бангора по прямой. Согласно киноновелле  «Одинокая смерть Джорди Верилла» Касл-Рок находится в 37 милях от Портленда и 188 милях от Бостона. А в «Нужных вещах» также указывается расстояние в 18 миль между Касл-Роком и Саут-Пэрришем. Географически, это ставит город севернее Портленда, в кругу радиусом 37 миль вокруг него же. В этом районе расположены и города, упомянутые в книгах: Лисбон, Бриджтон, Льюистон-Обурн, Данвилль, и Дархэм, родной город Стивена Кинга. Карта на официальном сайте Кинга указывает, что Касл-Рок находится южнее Румфорда и Моттона, в центре округа Оксфорд.
Герои книг Стивена Кинга периодически посещают соседние города: Портленд, Льюистон, Огасту, что придаёт налёт достоверности событиям. 
Численность населения города в 1959 году составляла 1280 человек, ко времени действия «Нужных вещей» оно увеличилось до около 1500 жителей.
Согласно роману "Под Куполом" Касл-Рок граничит с Таркерс-Миллс на севере, Моттоном на востоке и Честерс-Миллом на северо-востоке. К северу от Честерс-Милла находится ТР- 90 - невключенная территория, без статуса города, к востоку и северо-востоку - Харлоу. 119-е шоссе пересекает город от Льюистона к Честерс-Миллу, где, соединяясь с шоссе №117, вливается в Таркерс-Миллс.
В городе работают несколько заведений общепита и питейных:
Бар «Пьяный тигр» на Касл-роуд. Его владелец, Генри Бофорт был застрелен своим клиентом Хью Пристом во время событий "Нужных вещей".
Столовая "Счастливые путешественники" на Ривер-роуд. Владелец - Тимми Бигнон. 
Кафе "Вечерний Куд-кудах" находится на 119-м шоссе в Оксфорде, в 20 милях от дома Полли Чалмерс.     
"Клуб "Пыльного моста"
На Мэйн-стрит находятся (в порядке следования патруля): Банк "Норвей энд Траст", магазин автодеталей " Вестерн авто", закусочная "У Нэн", принадлежащая Нэн Робертс, пустырь на месте, где когда-то стоял магазин "Империум Глориум" Папаши Мэрилла и швейное ателье Полли Чалмерс  "Мы тут шьём понемножку", 
На другой стороне Мэйн-стрит находится магазин "Нужные вещи"(раньше в этом здании располагалась контора "Недвижимости и Страхования Западного Мэна"). В конце улицы стоит небольшое бетонное здание окружного Комитета по мелиорации и водным ресурсам  и муниципалитет, где также находится Управление шерифа округа Касл. Напротив них - кирпичное здание Касл Билдинг, где размещались несколько агентств по недвижимости, адвокатских контор, кабинеты окулиста, стоматолога и отоларинголога. Мост Тин Бридж через реку Касл Стрим  разделяет город и пригород в конце Мэйн-стрит. 
Есть парикмахерская, соседствующая с единственным в городе Похоронным бюро Гарри Самуэльса.

## Город и его жители в произведениях Стивена Кинга
Город основан в 1877 году. В событиях романа «Мёртвая зона» в городе появился маньяк, убивающий шестерых женщин, убийцей оказывается полицейский Фрэнк Додд (его разоблачил экстрасенс Джон Смит, и Фрэнк после этого совершил самоубийство). В романе «Куджо» в Касл-Роке сенбернар по кличке Куджо заболел бешенством и убил четырёх человек (в романе упоминается Фрэнк Додд и как его разоблачил Джон Смит).
В романе «Тёмная половина» известный писатель Тэд Бомонт хоронит свой псевдоним Джорджа Старка, а тот встаёт из могилы и начинает ему мстить (в романе упоминается бешеный пёс Куджо). В романе «Нужные вещи» в городе открывается магазин «Нужные вещи» и оказывается, что продавец — демон, стремящийся уничтожить как можно больше жителей Касл-Рока, из-за чего в городе происходит много конфликтов и даже убийств. Главным героем является Алан Пангборн, он был одним из персонажей романа «Тёмная половина».
В романе «Игра Джералда» семейная пара приезжает в свой загородный домик на берегу озера в пригороде Касл-Рока, у мужа происходит сердечный приступ, а его жена Джесси, голая и прикованная наручниками к кровати, остаётся одна, но она не одинока: с ней присутствуют её страхи. В повести «Рита Хейуорт и спасение из Шоушенка» в Касл-Роке парень по прозвищу Рэд убивает свою жену, и его сажают в тюрьму штата. В повести «Тело» четверо друзей уходят из Касл-Рока в путешествие за трупом. В повести «Солнечный пёс» мальчику Кевину Дэвелену подарили фотоаппарат, и когда он фотографирует, на снимке появляется собака, с каждым снимком она всё ближе.
В рассказе «Грузовик дяди Отто» пожилой старик Отто погибает при загадочных обстоятельствах: в его горле было автомобильное масло и свеча зажигания, племянник Отто вспоминает его слова, что принадлежащий Отто грузовик, его же и убьёт… В рассказе «Первосортная гармония» в город приезжает семейная пара, приезжают они чтобы купить племяннице подарок, но в супермаркете умирает жена главного героя, а те постоянно ссорились. В романе «Мешок с костями», в ближайшей город Ти-Эр-90 переезжает писатель Майк Нунэн, его преследуют видения призраков, которые пытаются направить его на расследование.

## Произведения Стивена Кинга, действия которых происходят в Касл-Роке

### Романы
- «Мёртвая зона» (1979) (англ. The Dead Zone)
- «Куджо» (1981) (англ. Cujo)
- «Тёмная половина» (1989) (англ. The Dark Half)
- «Нужные вещи» (1991) (англ. Needful Things)
- «Игра Джералда» (1992) (англ. Gerald's Game)
- «Мешок с костями» (1998) (англ. Bag of Bones)

### Повести
- «Тело» (англ. The Body) из сборника «Четыре сезона» (1982)
- «Рита Хейуорт и спасение из Шоушенка» (англ. Rita Heyworth and Shawshank Redemption) из сборника «Четыре сезона» (1982)
- «Солнечный пёс» (англ. The Sun Dog) из сборника «Четыре после полуночи» (1990)

### Рассказы
- «Пьяные фейерверки» (2015) из сборника «Лавка дурных снов» (2016)
- «Дом, который растёт на вас» (1973) (англ. It Grows on You) из сборника «Ночные кошмары и фантастические видения» (1993)
- «Грузовик дяди Отто» (1982) (англ. Uncle Otto's Truck) из сборника «Команда скелетов» (1985)
- «Короткая дорога миссис Тодд» (1984) (англ. Mrs. Todd's Shortcut) из сборника «Команда скелетов» (1985)
- «Человек в чёрном костюме» (1994) (англ. The Man in the Black Suit) из сборника «Всё предельно» (2002)
- «Первосортная гармония» (2009) (англ. Premium Harmony)

### Касл-Рок упоминается
- в рассказе «Ночная смена» (1970) (англ. Graveyard Shift) сборника «Ночная смена» (1978). Рассказ был написан 1970 году, но впервые опубликован только в 1978 году.
- в романе «Противостояние» (1978)
- в рассказе «Нона» (1978) (англ. Nona) из сборника «Команда скелетов» (1985)
- в романе «Кладбище домашних животных» (1983) (англ. Pet Sematary)
- в рассказе «Бабуля» (1984) (англ. Gramma) из сборника «Команда скелетов» (1985)
- в романе «Девочка, которая любила Тома Гордона» (1999) (англ. The Girl Who Loved Tom Gordon)
- в повести «Катаясь на „Пуле“» (2000) (англ. Riding the Bullet) из сборника «Всё предельно» (2002)
- в романе «Под куполом» (2009) (англ. Under the Dome)
- в романе «11/22/63» (2011)
- в романе «Доктор Сон» (2013) (англ. Dr. Sleep)
- В романе "Возрождение" (2014) (англ. Revival)
- в фильме «Мгла» художник Дэвид Дрейтон читает газету The Castle Rock Times. Сам супермаркет, по сюжету книги, находится в Бриджтоне.
- в фильме «Лунатики» основной сюжет происходит в городе Трэвис, округа Касл. В одной из сцен шериф Айра Стивенс просит вызвать подкрепление из Касл-рока. Любопытно, что сам округ в фильме, находится в штате Индиана, а не в Мэне.
- в предисловии к повести «Солнечный пёс» автор упоминает, что «Касл-Рок — тот самый город в „Жребии“, только без вампиров».
- Сериал Касл-Рок (2018—2019) полностью посвящен этому вымышленному городу. 1 сезон рассказывает о таинственный заключённом, которого на протяжении 27 лет прятал начальник тюрьмы Шоушенка, 2 сезон рассказывает о юности Энни Уилкс (будущей антагонистки Мизери).
- В романе Долгая прогулка. Главный герой во время смертельной прогулки проходит мимо Касл-Рока, и других (находящихся рядом с Касл-роком) местами.